# Dusona quebecensis
Dusona quebecensis là một loài tò vò trong họ Ichneumonidae.